# Даут-пашин амам
Даут-пашин амам у Скопљу, Северна Македонија, једна је од најзначајнијих грађевине ове врсте на територији бивше СФР Југославије. Изграђен је 1484. године, а састојао се из мушког и женског дела са свлачење, знојење, купање и одмор. Подигао га је турски војсковођа Даут-паша, један од везира султана Мехмеда II Освајача (1451–1481) и велики везир из времена султана Бајазита II (1481–1512). 
У спољашњем обликовању одликује се једноставношћу. Нарочито се истиче пета фасада покривена куполама разних димензија, које наговештавају унутрашњи садржај објекта. Изграђен је у наизменично постављеним редовима камена и опеке. Унутрашњост је у горњим деловима малтерисана и декоративно обрађена рељефима исламских мотива.
У пожару 1689. године је био оштећен и препуштен постепеном пропадању. После Другог светског рата 1949. је реновиран и адаптиран у  Националну уметничку галерију. У земљотресу 1963. је био оштећен и по извршеној санацији продужио је рад у истој функцији.

## Галерија
- Даут-пашин аман након земљотреса 1963. године